# Cristhian Martínez
Cristhian A. Martínez Mercedes (nacido el 6 de agosto de 1982 en Santo Domingo) es un lanzador dominicano que juega para los Bravos de Atlanta en el béisbol de Grandes Ligas. 
Martínez firmó como agente libre internacional con los Tigres de Detroit en 2003. Se quedó con la organización de los Tigres hasta la temporada 2006, uniéndose posteriormente a la organización de los Marlins de Florida en 2007.
Martínez hizo su debut en Grandes Ligas con los Marlins el 21 de mayo de 2009. El 1 de junio de 2009 logró su primera victoria en las Grandes Ligas después de lanzar 1.2 entradas sin permitir carreras como relevista ante los Cerveceros de Milwaukee. Fue enviado a AAA con New Orleans Zephyrs inmediatamente después del juego.
Fue reclamado en waivers por los Bravos de Atlanta el 8 de abril de 2010. Fue enviado a AAA con Gwinnett Braves, y más tarde llamado al equipo de los Bravos.